# Cristian Chivu
Cristian Eugen Chivu (født 26. oktober 1980)  er en rumænsk fodboldtræner, og tidligere fodboldspiller, som er træner for Serie A-klubben Inter Milan.
Han blev kåret som Årets fodboldspiller i Rumænien fire gange, i 2000, 2002, 2009 og 2010.

## Klubkarriere

### Tidlige karriere
Chivu begyndte sin karriere hos Reşiţa, hvor han fik sin førsteholdsdebut i 1997. Han skiftede i 1998 til Universitatea Craiova.

### Ajax
Chivu skiftede i 1999 til hollandske Ajax, og blev med det samme etableret som en vigtig spiller på holdet. Han blev i 2001 gjort til anfører, og blev i en alder af 21 år den yngste anfører i klubbens historie. Han spillede mere end 100 kampe for klubben, og var med til at vinde Eredivisie i 2001-02 sæsonen.

### Roma
Chivu skiftede i juli 2003 til Roma i en aftale som gjorde ham til Ajax' dyreste salg på tidspunktet. Han imponerede i sin tid med klubben, og tiltrak som resultat interesse fra flere klubber i Europa.

### Inter Milano
Chivu valgte i juli 2007 at skifte til Inter Milano. Han blev med det samme etableret som en fast mand på holdet, og var med til at vinde Serie A tre sæsoner i streg, samt UEFA Champions League finalen 2010.
Under en kamp imod Chievo Verona den 6. januar 2010 led Chivu et kraniebrud efter at have stødt hovedet sammen med Sergio Pellissier. Han vendte tilbage fra skaden i marts af samme år, men brugte herfra en hjelm som han spillede med resten af sin karriere.
Chivu spillede for Inter frem til 2014, men hans sidste par sæsoner med klubben var dog særlig skadespræget. Han blev i marts 2014 enige med klubben om at ophæve hans kontrakt, og han annoncerede herpå, at han stoppede spillerkarrieren.

## Landshold
Chivu nåede i sin tid som landsholdsspiller at spille 75 kampe og score 3 mål Rumæniens landshold, som han også var anfører for. Han repræsenterede sit land ved både EM i 2000 og EM i 2008.

## Trænerkarriere

### Tidlige karriere
Chivu begyndte sin trænerkarriere i 2018, hvor han fik et job som træner i Inter Milanos akademi. Han arbejdede som træner for forskellige aldersgrupper over de næste seks år.

### Parma
Chivu fik sit første job som cheftræner på seniorniveau i februar 2025, da han blev hyret af Parma.

### Inter Milano
Chivu vendte i juni 2025 tilbage til Inter Milano, da han blev hyret som klubbens nye cheftræner.